# 1125

سنة 1125 كانت سنة بسيطة تبدأ يوم الخميس (سوف يظهر الرابط التقويم الكامل للعام) حسب التقويم اليولياني.

## أحداث

### حسب المكان

#### أوروبا
23 مايو

## مواليد
- عماد الدين الأصفهاني

## وفيات
- ديفيد الرابع